# ひるまえナマら!北海道
『ひるまえナマら!北海道』（ひるまえナマら ほっかいどう）は、2018年4月4日よりNHK札幌放送局を拠点に、北海道内のNHK総合テレビジョンで、平日11:45 - 11:54（祝日・年末年始や国会中継放送時・高校野球期間中・メジャーリーグ、オリンピックなどのスポーツ中継・緊急ニュース時は休止）に生放送されている地域情報番組。
2021年4月から『ひるナマ!北海道』に改題リニューアル。2023年4月より11:45からの15分番組（気象情報を除くと9分）に短縮となりゲスト出演者も廃止となった。

## 概要
NHK札幌放送局内のカフェから放送していた前番組「つながる@きたカフェ」とは違い、NHK札幌放送局のスタジオよりおくる。
「つながる@きたカフェ」時代にあったローカルパート（内包地域情報枠）がこの時間帯は一度廃止され、ローカルパートは夕方の「ほっとニュース北海道」の内包に移された。

## 番組の終焉
地域情報番組枠の縮小に伴い、2025年3月14日で終了した。

## 出演

### スタジオキャスター
- 寺前杏香（2022年4月4日 - ）
- 江連すみれ（2023年4月4日 - ）
- 福光瞳（2023年4月4日 - ）

### 気象予報士
- 森和也
- 杉山友衣可

### 主なゲスト出演者
- 千堂あきほ（女優・タレント）
- 立川佳吾（人形劇俳優）
- 北川久仁子（タレント）
- 李強 （中国語講師）
- そら（絵本作家）
- 岩尾亮（タレント・舞台役者）
- 清水宏保（元スピードスケート選手）
- runa（モデル・タレント）
- 矢野直美（鉄道フォトライター）
- 大澤夏美

## 過去の出演者

### スタジオキャスター
- 佐藤千佳
- 村上陽子
- 掛橋愛理
- 谷本侑喜代
- 西條真央（2020年4月 - 2023年3月10日）
- 西野愛由（2020年4月 - 2023年3月10日）

### 気象予報士
- 平出真有

### ゲスト
- 東李苑（タレント）
- 喜多よしか（モデル・タレント）

## コーナー
- ひるナマトーク
ゲストコーナー。
- ひるナマ＋
生活情報や北海道内でのイベント情報が挿入される。
- チェック!そらもよう
気象情報と天気予報解説を気象予報士が毎日行う。
- ひるナマクッキング
料理研究家が料理をする。主に月曜日に行われる。